# Стьернен, Андреас
Андреас Стьернен (норв. Andreas Kolset Stjernen, род. 30 июля 1988 года в Левангере, Норвегия) — норвежский прыгун с трамплина. Чемпион мира по полетам на лыжах с трамплина в составе команды Норвегии. Победитель этапа Кубка мира. Сын Хруара Стьернена — серебряного призёра Чемпионата мира по лыжным видам спорта 1987 года в команде, тренер сборной Норвегии по прыжкам на лыжах с трамплина 1998—2002 года.

## Карьера
Андреас Стьернен дебютировал в Кубке Мира на этапе Кубка мира в норвежском Лиллехаммере 5 декабря 2009 года, где занял 19 место, опередив таких именитых соотечественников как Андерс Бардаль и Андерс Якобсен. Однако закрепиться в основном составе сборной Норвегии ему не удалось и лишь в сезоне 2012/2013 Андреас стал участвовать на постоянной основе. 16 февраля 2013 года на полетном этапе в Оберсдорфе Стьернен впервые попал на подиум этапа Кубка мира — он занял второе место, уступив только Рихарду Фрайтагу. А по итогам сезона спортсмен попал в топ-3 лучших полетчиков. Норвежец также участвовал в Чемпионате мира по лыжным видам спорта 2013 года в Валь-ди-Фьемме, но лучшим результатом стало четвёртое место в команде. В следующем году в состав своей сборной на Олимпийские игры в Сочи он не попал.
Рекорд дальности прыжка Андреас установил 14 февраля 2016 года в Викерсунде — 249 метров.
В марте 2017 года на Чемпионате мира по лыжным видам спорта в финском Лахти в составе команды Норвегии прыгун выиграл серебряную медаль.
Первую победу в Кубке мира Стьернен одержал 13 января 2018 года, в австрийском Бад Миттендорфе. Спустя неделю на Чемпионате мира по полетам на гигантском трамплине в немецком Оберсдорфе в составе команды Норвегии он выиграл золотую медаль.

## Победы на этапахКубка Мира
| № | Дата       | Место соревнований      |
| - | ---------- | ----------------------- |
| 1 | 13.01.2018 | Бад Миттендорф, Австрия |